# شركة أنابيب الشرق المتكاملة للصناعة
شركة أنابيب الشرق المتكاملة للصناعة (المعروفة باسم: أنابيب الشرق) هي شركة مساهمة عامة سعودية مدرجة في السوق المالية السعودية (تداول).
تعمل في قطاع صناعة الأنابيب والمواسير والأشكال المجوفة والوصلات.
يبلغ رأس مالها (210,000,000) ريال سعودي، ويقع مقرها الرئيسي في مدينة الدمام، بالمملكة العربية السعودية.

## التاريخ
تأسست الشركة في 30 مايو 2010 باسم شركة تطوير الأنابيب لإنتاج الأنابيب كشركة ذات مؤولية محدودة.
في عام 2020، اندمجت الشركة مع شركة ويلسبون لتغليف الأنابيب.

## إدراجها في البورصة
تم إدراج وبدء تداول أسهم شركة أنابيب الشرق المتكاملة للصناعة في السوق الرئيسية اعتباراً من يوم الاثنين 13/07/1443 هـ الموافق 14/02/2022م برمز تداول 1321.

## النشاط
تتمثل أنشطة الشركة في صناعة الأنابيب والمواسير والأشكال المجوفة والوصلات من الحديد والصلبوالمعالجة وطلي المعادن بالصقل والتلميع.

## البيانات
| تاريخ التأسيس | تاريخ الادراج | الرمز الدولي | نهاية السنة المالية | مراجعي الحسابات |
| ------------- | ------------- | ------------ | ------------------- | --------------- |
|               | 2022-02-14    | SA15GH80KKH0 |                     |                 |

## ملف الأسهم
| رأس المال المصرح به (ريال سعودي) | عدد الأسهم المصدرة | رأس المال المدفوع (ريال سعودي) | القيمة الاسمية للسهم | القيمة المدفوعة للسهم |
| -------------------------------- | ------------------ | ------------------------------ | -------------------- | --------------------- |
| 210,000,000                      | 21,000,000         | 210,000,000                    | 10                   | 10                    |

تغيرات في راس المال
| تاريخ اعلان التوصية | نوع الإصدار | تاريخ الاستحقاق | رأس المال الجديد | رأس المال السابق | الفرق التراكمي |
| ------------------- | ----------- | --------------- | ---------------- | ---------------- | -------------- |
|                     |             |                 |                  |                  |                |